# EHF Liga prvaka 2015./16.
EHF Liga prvaka u rukometu za 2015./16. (eng. 2015–16 VELUX EHF Champions League) je 56. izdanje elitnog europskog klupskog natjecanja u rukometu u muškoj konkurenciji, te 23. izdanje kao Liga prvaka pod organizacijom EHF-a. Natjecanje je prvi put osvojio poljski klub Vive Tauron iz Kielca.

## Sustav natjecanja
U glavnom dijelu natjecanja sudjeluje 28 klubova, od kojih se jedan kvalificira nakon kvalifikacijskog turnira. Klubovi su podijeljeni u dva razreda - Elitni (16 klubova) i Neelitni (12 klubova). Elitni razred čine dvije skupine s osam momčadi  A i B koje se odigravaju dvokružno (14 kola). Neelitni razred čine dvije skupine po šest klubova - C i D koje se također odigravaju dvokružno (10 kola). 

Poslije grupne faze slijedi dio na ispadanje koji se sastoji od:
- Grupna faza - knock-out utakmice - dvije utakmice, sudjeluju četiri momčadi - prve dvije momčadi iz skupina C i D. Ova runda se igra još dok traje grupna faza u skupinama C i D
- osmina završnice (Last 16, Last 14) - dvije utakmice, sudjeluje ukupno 12 momčadi - 2 pobjednika susreta Grupna faza - knock-out utakmice i momčadi koje su ostvarile plasman od 2. do 6. mjesta u skupinama A i B
- četvrtzavršnica - dvije utakmice, sudjeluje šest pobjednika susreta osmine završnice i pobjednici skupina A i B
- završni turnir (Final four) - završni turnir na kojem sudjeluju pobjednici susreta četvrtzavršnice. Igra se u Kölnu.[1]

## Sudionici
| - Meškov - Brest ↓CD - KIF Kolding Kobenhavn - Kolding ↓AB - Skjern Handbold - Skjern ↓CD - Montpellier HB - Montpellier ↓AB - Paris Saint-Germain Handball - Pariz ↓AB - Prvo plinarsko društvo Zagreb - Zagreb ↓AB - MOL - Pick Szeged - Segedin ↓AB - MVM Veszprém - Veszprém ↓AB - Metalurg - Skoplje ↓CD - Vardar - Skoplje ↓AB | - Elverum Handball Herrer - Elverum ↓CD ↓q - SG Flensburg-Handewitt - Flensburg ↓AB - THW Kiel - Kiel ↓AB - Rhein-Neckar Löwen - Mannheim ↓AB - Vive Tauron - Kielce ↓AB - Orlen Wisla - Plock ↓AB - FC Porto - Porto ↓CD - HCM Baia Mare - Baia Mare ↓CD - Čehovski Medvedi - Čehov ↓CD | - TATRAN Prešov - Prešov ↓CD - Celje Piovarna Laško - Celje ↓AB - Vojvodina - Novi Sad ↓CD - Barcelona Lassa - Barcelona ↓AB - Naturhouse La Rioja - Logroño ↓CD - IFK Kristianstad - Kristianstad ↓AB - Kadetten - Schaffhausen ↓CD - Besiktas Jimnastik Kulubu - Istanbul ↓AB - Motor - Zaporožje ↓CD |

↑AB  - sudionik elitnog razreda (skupina A i B) 

↑CD  - sudionik neelitnog razreda (skupine C i D) 

↑q  - prošli kvalifikacije

### Eliminirani u kvalifikacijama
| - Alpha - Hard | - OCI-LIONS - Geleen | - Borac m:tel - Banja Luka |

## Ljestvice i rezultati

### Kvalifikacije
Turnir igran 5. i 6. rujna 2015. u Banjoj Luci. 

     - kvalificirao se u skupine Lige prvaka
| klub1                   | rez.          | klub2            |
| poluzavršnica           | poluzavršnica | poluzavršnica    |
| ----------------------- | ------------- | ---------------- |
| Elverum Handball Herrer | 35:30         | OCI-LIONS Geelen |
| Alpha Hard              | 35:33         | Borac m:tel      |
|                         |               |                  |
| za treće mjesto         |               |                  |
| OCI-LIONS Geelen        | 33:29         | Borac m:tel      |
|                         |               |                  |
| za pobjednika           |               |                  |
| Elverum Handball Herrer | 28:25         | Alpha Hard       |

### Grupna faza
Utakmice u skupinama A i B se igraju od 16. rujna 2015. do 6. ožujka 2016. 

Utakmice u skupinama C i D se igraju od 17. rujna 2015. do 6. prosinca 2015. 

     - pobjednici skupina A i B, kvalificirani u četvrtzavršnicu 

     - klubovi na mjestima 2. – 6. u skupinama A i B, kvalificirani u osminu završnice 

     - prva dva kluba u skupinama C i D, kvalificirani u grupnu fazu - knock-out utakmice
| mj. | klub                          | ut. | pob. | ner. | por | gol+ | gol- | bod |
| --- | ----------------------------- | --- | ---- | ---- | --- | ---- | ---- | --- |
| 1.  | Paris Saint-Germain Handball  | 14  | 12   | 0    | 2   | 442  | 389  | 24  |
| 2.  | MVM Veszprém                  | 14  | 11   | 1    | 2   | 402  | 364  | 23  |
| 3.  | SG Flensburg-Handewitt        | 14  | 10   | 0    | 4   | 429  | 380  | 20  |
| 4.  | THW Kiel                      | 14  | 8    | 1    | 5   | 400  | 388  | 17  |
| 5.  | Prvo plinarsko društvo Zagreb | 14  | 5    | 1    | 8   | 358  | 367  | 11  |
| 6.  | Orlen Wisla Plock             | 14  | 3    | 2    | 9   | 372  | 397  | 8   |
| 7.  | Celje Piovarna Laško          | 14  | 3    | 1    | 10  | 385  | 397  | 7   |
| 8.  | Besiktas Jimnastik Kulubu     | 14  | 1    | 0    | 13  | 382  | 487  | 2   |

| mj. | klub                  | ut. | pob. | ner. | por | gol+ | gol- | bod |
| --- | --------------------- | --- | ---- | ---- | --- | ---- | ---- | --- |
| 1.  | Barcelona Lassa       | 14  | 11   | 1    | 2   | 423  | 372  | 23  |
| 2.  | Vive Tauron Kielce    | 14  | 9    | 3    | 2   | 425  | 399  | 21  |
| 3.  | Vardar                | 14  | 9    | 0    | 5   | 416  | 373  | 18  |
| 4.  | Rhein-Neckar Löwen    | 14  | 8    | 1    | 5   | 369  | 353  | 17  |
| 5.  | MOL-Pick Szeged       | 14  | 7    | 1    | 6   | 404  | 390  | 15  |
| 6.  | Montpellier HB        | 14  | 3    | 1    | 10  | 372  | 413  | 7   |
| 7.  | IFK Kristianstad      | 14  | 3    | 1    | 10  | 409  | 437  | 7   |
| 8.  | KIF Kolding Kobenhavn | 14  | 2    | 0    | 12  | 348  | 429  | 4   |

| mj. | klub                | ut. | pob. | ner. | por | gol+ | gol- | bod |
| --- | ------------------- | --- | ---- | ---- | --- | ---- | ---- | --- |
| 1.  | Meškov Brest        | 10  | 8    | 0    | 2   | 321  | 264  | 16  |
| 2.  | Naturhouse La Rioja | 10  | 7    | 0    | 3   | 298  | 270  | 14  |
| 3.  | FC Porto            | 10  | 7    | 0    | 3   | 296  | 265  | 14  |
| 4.  | Čehovski Medvedi    | 10  | 4    | 0    | 6   | 271  | 292  | 8   |
| 5.  | Vojvodina           | 10  | 2    | 0    | 8   | 241  | 297  | 4   |
| 6.  | TATRAN Prešov       | 10  | 2    | 0    | 8   | 240  | 279  | 4   |

| mj. | klub                    | ut. | pob. | ner. | por | gol+ | gol- | bod |
| --- | ----------------------- | --- | ---- | ---- | --- | ---- | ---- | --- |
| 1.  | Motor Zaporožje         | 10  | 7    | 1    | 2   | 296  | 277  | 15  |
| 2.  | Skjern Handbold         | 10  | 6    | 2    | 2   | 293  | 271  | 14  |
| 3.  | Kadetten Schaffhausen   | 10  | 5    | 1    | 4   | 270  | 270  | 11  |
| 4.  | HCM Bai Mare            | 10  | 3    | 3    | 4   | 264  | 268  | 9   |
| 5.  | Elverum Handball Herrer | 10  | 3    | 1    | 6   | 278  | 289  | 7   |
| 6.  | Metalurg                | 10  | 2    | 0    | 8   | 219  | 241  | 4   |

### Dio na ispadanje

#### Grupna faza - knock-out utakmice
Prve utakmice se igraju 27. i 28. veljače 2016., a uzvrati 5. ožujka 2016.
| klub1               | klub2           | ut1   | ut2   |
| ------------------- | --------------- | ----- | ----- |
| Naturhouse La Rioja | Motor Zaporožje | 30:31 | 37:39 |
| Skjern Handbold     | Meškov Brest    | 31:31 | 23:27 |

#### Osmina završnice
Prve utakmice se igraju 16. – 20. ožujka 2016., a uzvrati 23. – 27. ožujka 2016.
| klub1                         | klub2                  | ut1   | ut2   |
| ----------------------------- | ---------------------- | ----- | ----- |
| Motor Zaporožje               | MVM Veszprém           | 24:29 | 28:41 |
| Meškov Brest                  | Vive Tauron Kielce     | 28:32 | 30:33 |
| Montpellier HB                | SG Flensburg-Handewitt | 27:28 | 30:31 |
| Orlen Wisla Plock             | Vardar                 | 30:30 | 24:25 |
| MOL-Pick Szeged               | THW Kiel               | 33:29 | 29:36 |
| Prvo plinarsko drustvo Zagreb | Rhein-Neckar Löwen     | 23:24 | 31:29 |

#### Četvrtzavršnica
Prve utakmice se igraju 20. – 24. travnja 2016., a uzvrati od 27. travnja do 1. svibnja 2016.
| klub1                         | klub2                        | ut1   | ut2   |
| ----------------------------- | ---------------------------- | ----- | ----- |
| Prvo plinarsko drustvo Zagreb | Paris Saint-Germain Handball | 20:28 | 32:32 |
| THW Kiel                      | Barcelona Lassa              | 29:24 | 30:33 |
| Vardar                        | MVM Veszprém                 | 26:29 | 30:30 |
| SG Flensburg-Handewitt        | Vive Tauron Kielce           | 28:28 | 28:29 |

#### Završni turnir
Igrano 28 i 29. svibnja 2016. u Kölnu u dvorani Lanxess-Arena.
| klub1                        | rez.           | klub2                        |
| poluzavršnica                | poluzavršnica  | poluzavršnica                |
| ---------------------------- | -------------- | ---------------------------- |
| Vive Tauron Kielce           | 28:26          | Paris Saint-Germain Handball |
| THW Kiel                     | 28:31          | MVM Veszprém                 |
|                              |                |                              |
| za treće mjesto              |                |                              |
| Paris Saint-Germain Handball | 29:27          | THW Kiel                     |
| za pobjednika                |                |                              |
| Vive Tauron Kielce           | 35:35 (4:3 7m) | MVM Veszprém                 |

## Poveznice i izvori
- Premijer liga 2015./16.
- SEHA liga 2015./16.
- ehfcl-com - službna stranica EHF Lige prvaka
- eurohandball.com, stranica natjecanja  Arhivirana inačica izvorne stranice od 8. studenoga 2015. (Wayback Machine)
- eurohandball.com, propozicije VELUX EHF Champions League 2015/16, preuzeto 11. studenog 2015.
- eurohandball.com, shema Lige prvaka 2015./16., preuzeto 11. studenog 2015.

1. ↑   eurohandball.com, shema Lige prvaka 2015./16., preuzeto 11. studenog 2015.